# Еленино
Еленино (болг. Еленино) — село в Болгарии. Находится в Старозагорской области, входит в общину Стара-Загора. 
Население составляет 670 человек.

## Политическая ситуация
В местном кметстве Еленино, в состав которого входит Еленино, должность кмета (старосты) исполняет Сыби Иванов Димов (независимый) по результатам выборов.
Кмет (мэр) общины Стара-Загора — Светлин Танчев (Граждане за европейское развитие Болгарии (ГЕРБ)) по результатам выборов.